# SV Borussia/Preussen Stettin
Le SV Borussia/Preussen Stettin fut un club allemand de football, localisé à Stettin, de nos jours (de nos jours Szczecin, en Pologne).

## Histoire
Le club fut fondé en 1901, sous l’appellation de SC Preussen 1901 Stettin.
Trois ans plus tard, il participa à la création de la Verband Stettiner Ballspiel-Vereine (VSBV)  puis à celle de la Verband Pommerscher Ballspiel-Vereine (VPBV).
Le développement du football dans la région de Stettin tarda en raison des fréquents litiges qui opposèrent les clubs et du désintérêt des autorités de la Province prussienne de Poméranie.
De 1907 à 1911, pour tenter d’atténuer les litiges persistants, les clubs de la VPBV jouèrent sous l’égide de la Verband Berliner Ballspielvereine (VBB) en tant que Orstgruppe Stettin.
En 1912 et 1913, les cercles de la VPBV rejouèrent entre eux car une fusion était intervenue entre les fédérations régionales berlinoises .
Finalement, à partir de 1913, les clubs de la VPBV rejoignirent la Baltischen Rasen-und Wintersport-Verband (BRaWV), familièrement appelée Balten Liga.
En 1928, le SC Preussen 1901 termina vice-champion de la Baltischer Rasendsport Verbands. Grâce à cela il put participer au tour final national. Il fut éliminé au premier tour en s’inclinant (1-4), au Hans Peltzerstadion de Stettin face au Kieler SV Holstein 1900.
Dès leur arrivée au pouvoir en février 1933, les Nazis s’accaparèrent le sport comme organe de propagande et de contrôle de la population. Sous la direction du DRL/NSRL, les compétitions de football furent réformées. Seize ligues régionales durent créées, les Gauligen.
Le SC Preussen fut versé dans la Gauliga Pommern, Groupe West.
En 1937, le SC Preussen 1901 fusionna avec le 1. Stettiner Borussia-Poseidon pour former le SV Borussia/Preussen Stettin.
En 1945, le club fut dissous par les Alliés, comme tous les clubs et associations allemands (voir Directive n°23).
Initialement les accords de la Conférence de Yalta prévoyaient que la ville de Stettin resterait attachée au territoire de l’Allemagne. Mais Staline changea d’avis. Souhaitant un port sur la Baltique accessible toute l’année, le dictateur soviétique jeta son dévolu sur ce Königsbrerg (ainsi se forma l’enclave de Kaliningrad), et donna Stettin à la Pologne. La ville devint Szczecin. La population allemande fut chassée. Tous les clubs allemands disparurent. 

## Palmarès
- Vainqueur de la Stettiner Pokal : 1911.
- Champion de la Verband Pommerscher Ballspiel-Vereine : 1912, 1913.
- Champion de la Baltischen Rasen-und Wintersport-Verband : 1928.